# Viktor von Düben
Henrik Viktor Knut von Düben, född 23 oktober 1818 i Bollstanäs, Fresta socken, Stockholms län, död 21 augusti 1867 på Kägleholms herrgård, Ödeby församling, Örebro län, var en svensk friherre, godsägare, politiker och militär. Ordförande i Ödeby landskommuns kommunalstämma och kommunalnämnd åren 1862–1867.

## Biografi
von Düben föddes som son till militären Anders Gustaf von Düben och Carolina Eckhardt, som inkommit från Greifswald i Tyskland. Likt sin far påbörjade Viktor en militär karriär. Han utbildade sig till kadett vid försvarshögskolan i Karlberg, senare blev han underlöjtnant vid Uppsala regemente år 1844 och därefter vid Upplands regemente år 1849. Därvid avslutade von Düben sin militära karriär och blev istället godsägare och friherre till Kägleholm. Han övertog Kägleholm år 1855 efter hans svärfar Carl Reinhold Tersmedens bortgång. Han innehade Kägleholm fram till sin egen bortgång år 1867. Därmed övertog hans svärson Jacob Henning Lallerstedt Kägleholm med tillhörande gods och säteri.
Han företrädde även ätten von Düben vid adelsståndet och var därigenom även en av de sista att företräda sin ätt i ståndsriksdagen i och med dess avskaffande år 1866.
von Düben gifte sig 18 augusti 1849 i Medinge med stiftsjungfrun Hedvig Charlotta Tersmeden, dotter till ryttmästaren och reformisten Carl Reinhold Tersmeden och Gustava Charlotta Tersmeden. Han var farbror till hotellägaren Adrian von Düben och missionären Ingeborg Walberg.